# Мустафа Леши
Мустафа Леши (на албански: Mustafa Lleshi) е югославски партизанин, участник в комунистическата съпротива във Вардарска Македония.

## Биография
Роден е в дебърското албанско село Решани в семейството на Акиф Леши. По време на Втората световна война е участник в комунистическата съпротива и командир в Дебър. След войната от 1946 година започва работа в югославската тайна полиция Управление за държавна сигурност и достига до чин поручик. Емигрира в Албания през 1950 година, където чичо му Хаджи Леши е председател на Президиума.